# Репрезентација Босне и Херцеговине у хокеју на леду
Хокејашка репрезентација БиХ је национални тим у хокеју на леду који представља државу Босну и Херцеговину на међународним такмичењима. Репрезентација делује под окриљем Савеза хокеја на леду БиХ који је пуноправни члан ИИХФ од 10. маја 2001. године.

### Историјат
Репрезентација БиХ је до сада само једном учествовала у такмичењима за светска првенства. Наступили су у квалификацијама за светско првенство Дивизије III 2008. године.
Квалификациони турнир је одржан у Сарајеву (БиХ) у олимпијској дворани Зетра од 15. до 17. фебруара 2008. године уз учешће три националне селекције (поред домаћина БиХ још и Јерменија и Грчка), а пласман на СП обезбедио је једино првопласирани тим на турниру селекција Грчке.
У првом сусрету селекција БиХ забележила је убедљив пораз од Грчке са 10:1, док је у другом сусрету изгбила и од селекције Јерменије са 18:1. Међутим због неисправне регистрације играча у јерменском националном тиму тај резултат је поништен, а утакмица је регистрована службеним резултатом од 5:0 у корист БиХ.
Селекција БиХ је по први пут учествовала у главном турниру светског првенства на СП Дивизије III 2015. године у турском Измиру. Босанскохерцеговачки хокејаши су на том турниру забележили свих 6 пораза, уз учинак од свега 3 постигнута и чак 46 примљених голова.
На наредном светском првенству које је 2016. одржано у турском Истанбулу селекција БиХ је остварила прву историјску победу у том рангу такмичења. У првом колу савладана је селекција Хонгконга са 5:4. Иако је у преостала 4 кола селекција БиХ забележила убедљиве поразе, турнир је на крају завршила на претпоследњем месту у групи, укупно на 45. месту у шампионату, што је био и најбољи пласман у историји за репрезентацију.

## Резултати на светским првенствима
| Год.  | Место    | Пласман     | Категорија (група)          |
| ----- | -------- | ----------- | --------------------------- |
| 2008. | Сарајево | 2/3 (48/49) | Квалификације Дивизије III  |
| 2015. | Измир    | 7/7 (47/47) | Дивизија III                |
| 2016. | Истанбул | 5/6 (45/46) | Дивизија III                |
| 2017. | Софија   | 8/8 (48/48) | Дивизија III                |
| 2018. | Сарајево | 2/4 (48/50) | Дивизија III, квалификације |
| 2019. | Абу Даби | 4/6 (50/52) | Дивизија III, квалификације |

## Резултати са другим репрезентацијама
Закључно са априлом 2016.
| Репрезентација | Ут | Поб | Н | Пор | ГД | ГП  | ГР  |
| -------------- | -- | --- | - | --- | -- | --- | --- |
| Грчка          | 1  | 0   | 0 | 1   | 1  | 10  | -9  |
| Јерменија      | 1  | 1   | 0 | 0   | 5  | 0   | +5  |
| Турска         | 4  | 1   | 0 | 3   | 10 | 30  | -20 |
| Северна Кореја | 1  | 0   | 0 | 1   | 0  | 13  | -13 |
| Хонгконг       | 2  | 1   | 0 | 1   | 5  | 12  | -7  |
| Луксембург     | 2  | 0   | 0 | 2   | 0  | 18  | -18 |
| Грузија        | 2  | 0   | 0 | 2   | 1  | 12  | -11 |
| УАЕ            | 1  | 0   | 0 | 1   | 2  | 5   | -3  |
| Јужна Африка   | 1  | 0   | 0 | 1   | 0  | 10  | -10 |
| Укупно         | 15 | 3   | 0 | 12  | 24 | 110 | -86 |

Утакмицу против Јерменије БиХ је изгубила са убедљивих 18:1 али је због неких нерегуларности приликом регистрације играча та селекција дисквалификована са турнира и сви њени резултати регистровани са службених 5:0 за ривале.